# بورت مورسبي

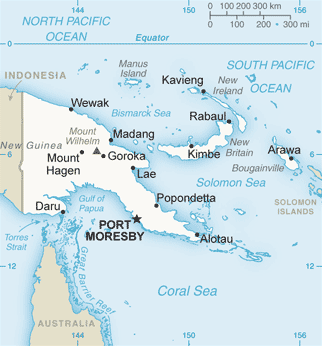
موقع المدينة على الخريطة

بورت مورسبي (بالإنجليزية: Port Moresby)‏ عاصمة وأكبر مدن بابوا غينيا الجديدة، عدد سكانها 255,000 نسمة (حسب 2000).

## جغرافيا
تتوضع المدينة على ساحل خليج بابوا في جنوبي جزيرة غينيا الجديدة, تتميز بجو حار استوائي طوال العام.

## تاريخيا
كانت المنطقة مأهولة لقرون من قبل شعب "Motu-Koitabu", وفي عام 1873 م جاء المستعمرون البريطانيون بقيادة القبطان جون مورسبي وقام ببنا المستعمرة الذي سماها باسم والده الأدميرال السير فيرفاكس مورسبي. أصبحت المدينة عام 1975 م عاصمة البلاد بعد الاستقلال عن بريطانيا.

## توأمة
لبورت مورسبي اتفاقيات توأمة مع:
- تاونسفيل

## أعلام
- سوني ثوس
- كيث بيترز
- سيدريك إيرول كار
- ميجان واشنطن
- لويز إليري
- جون فرنسيس جاكسون
- جيمس بيرك
- دايفيد هاند

## وصلات خارجية
- معلومات سياحية